# Los casos de Frank McKlusky
Los casos de Frank McClusky es una película cómica, estrenada en julio del 2002 en los Estados Unidos bajo el título de "Frank McClusky,C.I.",protagonizada por el comediante Dave Sheridan y la cantautora y actriz Dolly Parton, que interpreta a su sobreprotectora madre.

## Datos
- Categoría: Comedia
- Título original: Frank McKlusky C.I.
- Director: Arlene Sanford
- Actores: Enrico Colantoni, Dave Sheridian, Randy Quaid y Dolly Parton
- Duración: 1 hora 20 minutos
- País: EE.UU

## Argumento
El cómico Dave Sheridan protagoniza, junto a Randy Quaid y Dolly Parton esta vertiginosa comedia en la que un investigador de seguros se toma muy en serio su trabajo. Cuando era un niño, Fran Mcklusky (Sheridan) fue testigo de cómo su intrépido padre, "Madman" Mcklusky, entraba en coma a causa de un desgraciado accidente sufrido mientras tomaba parte en una exhibición de acrobacias motociclistas. Ahora, convertido en un adulto muy poco amante del riesgo, convive con sus padres, siempre lleva puesto su equipo de protección y sigue al pie de la letra el manual del investigador de seguros. Un monumental fraude de seguros destruirá la economía familiar pero la carrera de Frank lo compensará todo. Cuando en extrañas circunstancias, pierde a su compañero mientras trabaja, se convertirá en un consumado maestro del disfraz para, junto a una nueva y sexy compañera, recoger pruebas y destapar el mayor fraude de seguros jamás visto.
- Datos: Q5488342